# Herz-Jesu-Kirche (Rheine)

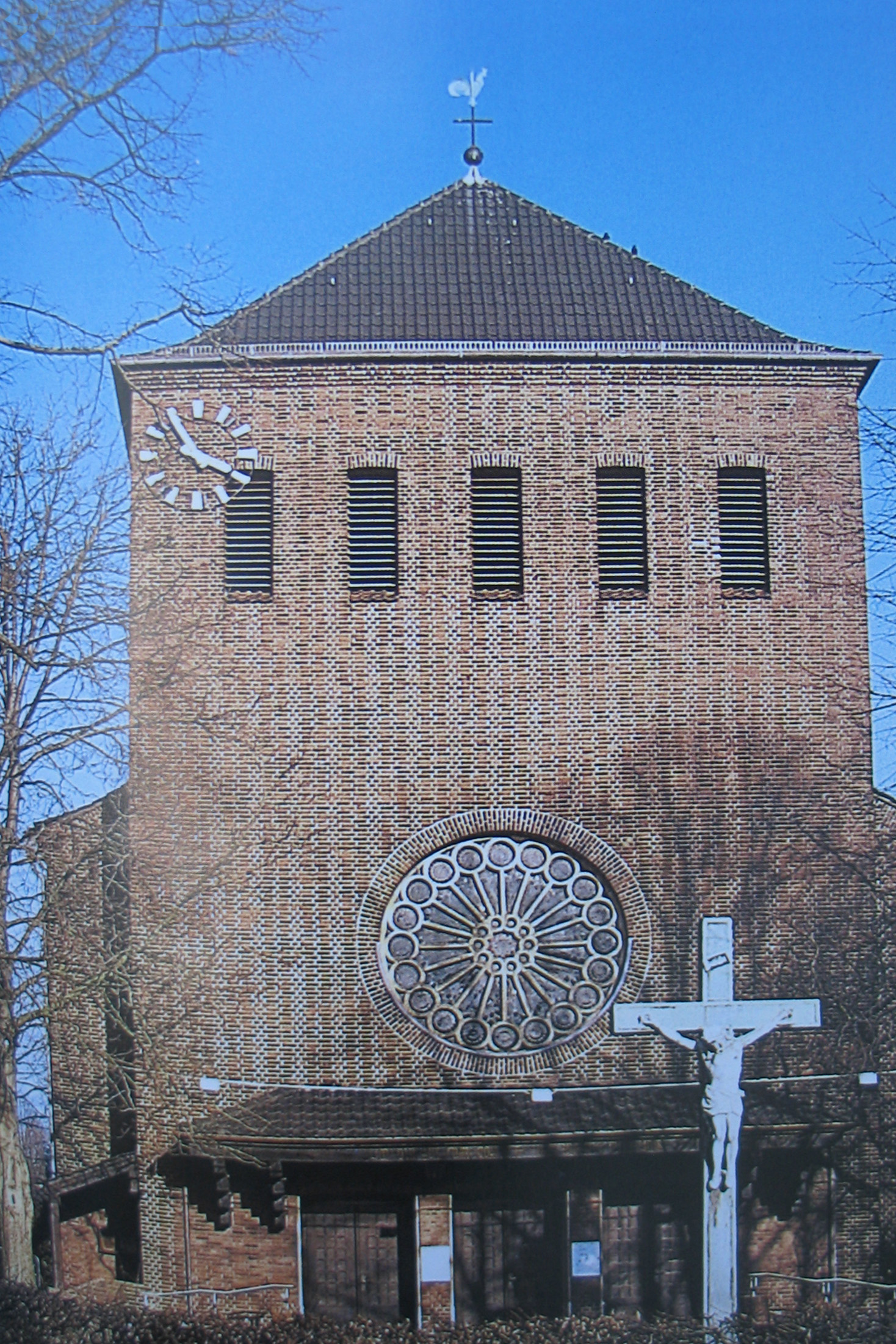
Herz-Jesu-Kirche (Rheine)

Die römisch-katholische, denkmalgeschützte Herz-Jesu-Kirche steht in Rheine, einer Stadt im Kreis Steinfurt im BundeslandNordrhein-Westfalen. Die Kirche gehört zur Pfarrei St. Antonius Rheine im Dekanat Rheine des Bistums Münster.

## Beschreibung
Die nach einem Entwurf von Josef Franke aus Backsteinen gebaute Pfarrkirche wurde am 4. September 1938 von Clemens August Graf von Galen geweiht. Die Saalkirche mit einem Langhaus zu fünf Jochen hat im Osten einen eingezogenen, rechteckigen Chor, an dessen Südwand die Sakristei angebaut ist, und im Westen einen Kirchturm auf querrechteckigem Grundriss, der mit einem Zeltdach bedeckt ist. Sein oberstes Geschoss zeigt das Zifferblatt der Turmuhr und Klangarkaden, hinter denen sich der Glockenstuhl verbirgt. Die Verdachung über dem Portal wurde erst 1939 angefügt. Über dem Portal befindet sich eine große Fensterrose. 
Der Innenraum des Langhauses ist mit einer dunklen Holzbalkendecke überspannt. Die Empore im Westen ist mit einer Wand aus Glas vom Kirchenschiff abgeteilt. Die Glasmalereien der Fenster wurden von Margarete Franke gestaltet. Von der bauzeitlichen Kirchenausstattung ist nur noch das Taufbecken erhalten.